# Comuna Viktorivka, Berezivka
Viktorivka (în ucraineană Вікторівка) este o comună în raionul Berezivka, regiunea Odesa, Ucraina, formată din satele Lanove, Rozdol și Viktorivka (reședința).

## Demografie
Componența lingvistică a comunei Viktorivka
     Ucraineană (95,88%)
     Rusă (2,67%)
     Alte limbi (1,33%)
Conform recensământului din 2001, majoritatea populației comunei Viktorivka era vorbitoare de ucraineană (95,88%), existând în minoritate și vorbitori de rusă (2,67%).